# ولسوالی چوکی
چوکی  یکی از ولسوالی‌های ولایت کنر در جنوب خاوری افغانستان است. جمعیت این ناحیه نزدیک به ۲۸،۹۰۵ نفر اعلام شده است. مرکز منطقه روستای چوکی (34.6961 درجه شمالی 70.9247 درجه شرقی) در ارتفاع 726 متری در دره رودخانه کنر است. تقریباً 80 درصد خانه های این ناحیه در جریان جنگ ها ویران شده است.

## منبع‌ها
- مشارکت‌کنندگان ویکی‌پدیا. «Kunar Province». در دانشنامهٔ ویکی‌پدیای انگلیسی، بازبینی‌شده در ۲۱ بهمن ۱۳۹۰ خورشیدی.